# Tahar Rahim

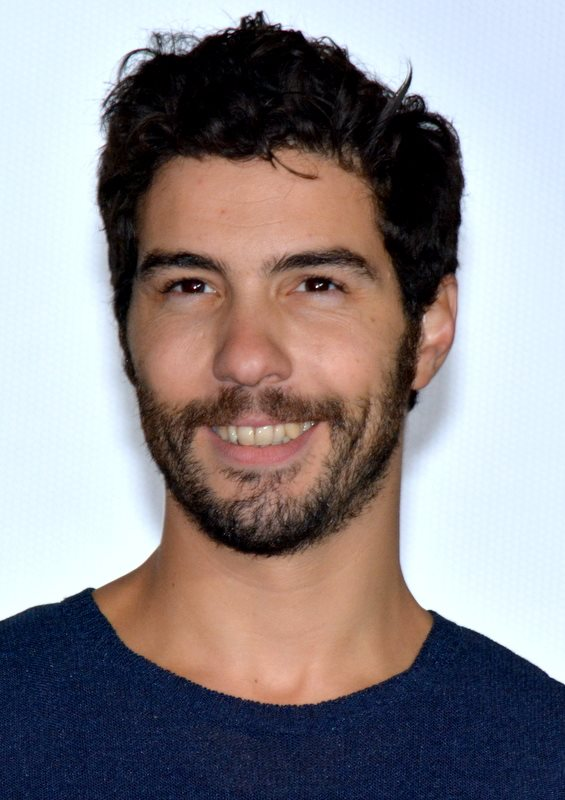
Tahar Rahim (2014)

Tahar Rahim (* 4. Juli 1981 in Belfort) ist ein französischer Schauspieler in Film, Theater und Fernsehen. Bekanntheit erlangte er durch seine erste Hauptrolle in dem Spielfilm Ein Prophet (2009).

## Leben
Tahar Rahim, algerischer Abstammung, begann ein Filmstudium an der Université Paul-Valéry in Montpellier. Dort verschaffte ihm der Regisseur Cyril Mennegun 2005 seine erste Rolle in dem semi-autiobiografischen Dokumentarfilm Tahar, l'étudiant. In dem Werk, das auf mehreren Filmfestivals aufgeführt wurde, wurde Rahim als Sohn einer alleinerziehenden Mutter von zehn Kindern aus Belfort vorgestellt, der zwischen Beruf und Studium entscheiden muss. Nach der ersten Erfahrung vor der Kamera schloss er sich der Schauspielwerkstatt von Hélène Zidi-Chéruy an und war 2007 mit einer kleinen Nebenrolle in Julien Maury und Alexandre Bustillos Horrorfilm Inside vertreten. Erste größere Bekanntheit erlangte er in Frankreich durch die wiederkehrende Rolle des Yazid Fikry in der auf Canal Plus ausgestrahlten Fernsehserie La commune, die in einem von Arbeitslosigkeit und organisierter Kriminalität geprägten französischen Vorort spielt. In der Serie, die aus der Feder des Drehbuchautors Abdel Raouf Dafri stammte, übernahm der 26-jährige Schauspieler den Part eines leicht beeinflussbaren 15-jährigen Schulabgängers, der, frustriert über die Bevormundung durch Mutter und Schwester, in die Kriminalität abdriftet.
Den Durchbruch als Schauspieler ebnete Rahim 2009 die Titelrolle in Jacques Audiards Ein Prophet, für das Abdel Raouf Dafri das Filmskript verfasste. Audiard hatte Rahim bei einer gemeinsamen Autofahrt von einem anderen Filmset kennengelernt. „Ich sah ihn an und das war es, obwohl ich meinen Instinkten nicht vertraute und 40 weitere Schauspieler für die Rolle vorsprechen ließ, bevor ich ihn auswählte“, so Audiard. „Als ich in seine Augen sah, erkannte ich keine Melancholie, keine Tragik, nur jemanden sehr Aufrichtigen, [...] voller Leben“, so der Regisseur. In dem Krimidrama übernahm Rahim an der Seite von Niels Arestrup die Hauptrolle eines jungen arabischstämmigen Gefängnisinsassen, der mit Hilfe der korsischen Mafia zum einflussreichen Kriminellen aufsteigt. Ein Prophet feierte seine Premiere 2009 auf den 62. Filmfestspielen von Cannes, wo der Film großes Lob seitens der Kritiker erfuhr und mit dem Großen Preis der Jury ausgezeichnet wurde. Ebenso gepriesen für seine Schauspielleistung wurde der noch unbekannte Tahar Rahim in der Rolle des Malik, die die französische Tageszeitung Le Monde als „atemberaubend“ beschrieb, während die Libération von einer „verblüffenden Offenbarung“ sprach. Rahim wurde daraufhin als Mitfavorit auf den Darstellerpreis gehandelt, der aber an den Österreicher Christoph Waltz (Inglourious Basterds) verliehen wurde. Monate später wurden ihm der Europäische Filmpreis als Bester Darsteller und zwei Césars zuteil. Es war das erste Mal in der Geschichte des französischen Filmpreises, dass die Auszeichnungen für den besten Hauptdarsteller und besten Nachwuchsdarsteller an eine Person vergeben wurden.  Bei den Dreharbeiten zu dem Film lernte er auch seine Partnerin Leïla Bekhti kennen, mit er seit 2010 verheiratet ist.
Nach dem großen Erfolg von Ein Prophet erschien Rahim erst wieder 2011 auf der Kinoleinwand. In Kevin Macdonalds Historienfilm Der Adler der neunten Legion übernahm er die Nebenrolle des barbarischen Stammesprinzen Liathan und gab damit auch sein Debüt im englischsprachigen Film. Im selben Jahr folgte eine Hauptrolle in Jean-Jacques Annauds Historienfilm Black Gold an der Seite von Antonio Banderas und Freida Pinto.
Parallel zu seiner Karriere in Film und Fernsehen erschien Rahim auf der Theaterbühne. Im Januar 2008 schlüpfte er unter der Regie von Hélène Zidi-Chéruy mit Erfolg in dem Stück Libres sont les papillons in die humorvolle Rolle eines Blinden, der plant, seine Mutter zu verlassen.
Im Jahr 2018 wurde er in die Academy of Motion Picture Arts and Sciences berufen, die jährlich die Oscars vergibt.
Im Jahr 2021 erhielt Rahim für die Titelrolle in dem Filmdrama The Mauritanian eine Nominierung für den Golden Globe Award. Darin übernahm er den Part des Guantanamo-Häftlings Mohamedou Ould Slahi. Im selben Jahr wurde er in die Wettbewerbsjury des 74. Filmfestivals von Cannes berufen.

## Filmografie
- 2005: Tahar l’étudiant
- 2007: La commune (Fernsehserie)
- 2007: Inside (A l’intérieur)
- 2009: Ein Prophet (Un prophète)
- 2010: You Never Left (Kurzfilm)
- 2011: Der Adler der neunten Legion (The Eagle)
- 2011: Die freien Menschen (Les hommes libres)
- 2011: Love and Bruises
- 2011: Black Gold
- 2012: Bref (Fernsehserie; Folge: Y’a des gens qui m'énervent.)
- 2012: À perdre la raison
- 2013: Le passé – Das Vergangene (Le Passé)
- 2014: The Cut
- 2014: Heute bin ich Samba (Samba)
- 2014: Lieber Weihnachtsmann (Le Père Noël)
- 2015: Les Anarchistes
- 2015: The Last Panthers (Fernsehserie)
- 2016: Die Lebenden reparieren (Réparer les vivants)
- 2018: The Looming Tower (Miniserie)
- 2018: Maria Magdalena (Mary Magdalene)
- 2019: The Kindness of Strangers
- 2021: The Mauritanian
- 2021: Die Schlange (Miniserie, 8 Folgen)
- 2023: Napoleon
- 2024: Madame Web
- 2024: Monsieur Aznavour
- 2025: Alpha

## Auszeichnungen

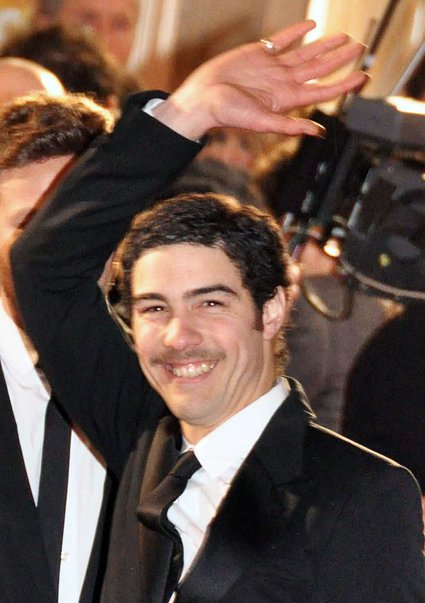
Rahim bei der César-Verleihung 2010

- 2009: Europäischer Filmpreis für Ein Prophet (Kategorie: Bester Darsteller)
- 2010: Prix Lumières für Ein Prophet (Bester Darsteller)
- 2010: Étoile d’Or für Ein Prophet (Bester Nachwuchsdarsteller)
- 2010: nominiert für den Orange Rising Star Award für Ein Prophet (Bester Nachwuchsdarsteller)
- 2010: nominiert für den Chicago Film Critics Association Award für Ein Prophet (Bester Nachwuchsdarsteller)
- 2010: nominiert für den London Critics Circle Film Award für Ein Prophet (Bester Darsteller des Jahres)
- 2010: Gewinner von zwei Césars für Ein Prophet (Bester Hauptdarsteller und Bester Nachwuchsdarsteller)
- 2010: Patrick-Dewaere-Preis
- 2011: nominiert für den Irish Film and Television Award für Ein Prophet (Bester internationaler Darsteller)
- 2021: nominiert für den Golden Globe Award für The Mauritanian (Bester Hauptdarsteller – Drama)
- 2025: nominiert für die Goldene Himbeere für Madame Web (Schlechtester Nebendarsteller)